# American Wind Energy Association
L'American Wind Energy Association (AWEA) est une organisation syndicale professionnelle américaine dans le domaine de l'énergie éolienne, créée en 1974.

## Activité
L'AWEA revendique 2400 membres et veut promouvoir « l'énergie éolienne comme une source d'électricité propre pour les consommateurs ».
Elle revendique notamment une activité de lobbying auprès du Congrès et publie des rapports et études sur l'énergie éolienne.